# Maria Candida Henrique Mamede
Maria Candida Henrique Mamede, née le 13 juillet 1956, est une chercheuse botaniste brésilienne.

## Biographie
Maria Candida Henrique Mamede a obtenu son doctorat en sciences biologiques de l'Université de São Paulo dirigé par  Ana Maria Giulietti en 1988. 
Elle est chercheuse scientifique à l'Institut de botanique du jardin botanique de São Paulo et membre de la Société botanique du Brésil. Elle a encadré 4 thèses de doctorats. Elle travaille sur  la taxonomie des phanérogames, en particulier les Begoniaceae et les Malpighiaceae.
Begonia calvescens est élevé en 2004 au rang d'une nouvelle espèce grâce à son travail réalisé avec son étudiante Eliane de Lima Jacques